# Lučka kapetanija
Lučka kapetanija (eng. Harbour Master's Office) je glavna institucija s provedbenom funkcijom u području pomorstva u Republici Hrvatskoj.
Na čelu lučke kapetanije nalazi se lučki kapetan po kome je institucija kroz povijest i dobila ime. Lučka kapetanija može pod svojom nadležnošću unutar zakonom određenog područja imati jednu ili više ispostava, hijerarhijski nižih mjesnih jedinica, koje vodi kapetan ispostave.
Po važnosti je funkcija lučkog kapetana jednaka čelnim funkcijama Porezne uprave, Carinske uprave, Policijske uprave, Državnog odvjetništva, Županijskog suda, Opće bolnice i sličnih na županijskoj razini.

## Značenje
U prošlosti se s razvitkom pojedinih luka javila potreba za osnivanjem tijela koje će sa stručnoga gledišta i sa snagom državne moći nadzirati i djelovati prema svim subjektima pomorske djelatnosti na lučkom području, a kasnije se to djelovanje proširilo i izvan samoga lučkog područja. Može se reći da lučka kapetanija sa svojom stoljetnom tradicijom predstavlja najjasniji oblik državne vlasti nad pomorskom djelatnošću na moru i priobalju, ali i unutarnjim vodama (rijeke, kanali, jezera).
Pojam lučke kapetanije u Republici Hrvatskoj je potrebno razlikovati od obalne straže koja je vojnog karaktera i koja se institucionalno nalazi pod Oružanim snagama Republike Hrvatske, točnije Hrvatskom ratnom mornaricom, a čija je prvenstvena zadaća zaštita suverenih prava RH izvan obalnog mora. Isto tako, bitno je razlikovati lučku kapetaniju od pomorske policije koja se nalazi pod Ministarstvom unutarnjih poslova, točnije Upravom za granicu, čija je prvenstvena zadaća nadzor državne granice na moru (granica se nalazi 12 nautičkih milja okomito prema pučini od polaznih crta).
Također, bitno je istaknuti razliku između lučke kapetanije i lučke uprave jer se u javnosti često znaju neoprezno poistovjetiti. Lučka uprava je javna ustanova koja upravlja i razvija luku za koju je osnovana. Sama djelatnost prekrcaja tereta može se dati u koncesiju pa tako, npr. u riječkoj luci, na temelju koncesije, tvrtka Luka Rijeka d.d. obavlja manipuliranje s teretom. Lučka kapetanija za razliku od njih obavlja, pored ostalog, inspekcijske poslove u luci i na temelju svojih ovlasti može narediti i lučkoj upravi i tvrtki koja se bavi prekrcajem tereta provedbu određenih odluka. Primjerice, lučka kapetanija može, ako su takve okolnosti, u potpunosti zatvoriti luku za sav promet.

## Ustroj
Lučka kapetanija institucionalno pripada ministarstvu nadležnom za poslove pomorstva i predstavlja njegovu područnu jedinicu bez pravne osobnosti. Nema upravno vijeće ni nadzorni odbor.
Glavni pravni akt koji uređuje djelokrug rada, funkcioniranja i samog ustroja lučke kapetanije je Zakon o lučkim kapetanijama. U Republici Hrvatskoj postoji osam lučkih kapetanija na jadranskoj obali te četiri u kontinentalnom dijelu. Prema broju ispostava, u Hrvatskoj je najveća Lučka kapetanija Rijeka (ukupno ima 19 ispostava).
Rukovodeći državni službenik koji upravlja radom lučke kapetanije je lučki kapetan. Bira se na temelju javnog natječaja na neodređeno vrijeme, a u svom poslu odgovoran je ministru i doministru nadležnom za poslove pomorstva. Lučki kapetan je ujedno zapovjednik Županijskog operativnog centra za provedbu plana intervencija kod iznenadnog onečišćenja mora (ŽOC).
Ustrojstvene jedinice lučke kapetanije su odjeli koje vode načelnici odjela.
Svaka lučka kapetanija ima:
- odjel za inspekcijske poslove
- odjel za pravne poslove
- odjel za upravne poslove
- odjel za upravljanje i nadzor pomorskoga prometa te poslove traganja i spašavanja na moru.

Lučka kapetanija može imati ispostave izvan svog sjedišta o čijem osnivaju odlučuje Vlada Republike Hrvatske. Ispostave lučke kapetanije osnivaju se u udaljenim područjima kapetanije ili u mjestima od većega gospodarskog i prometnoga značenja, a radom tih ispostava upravlja kapetan ispostave kojeg imenuje lučki kapetan.

## Djelatnost
Lučka kapetanija ima mjesnu nadležnost za unutarnje morske vode i teritorijalno more te unutarnje vode Republike Hrvatske. Njezina djelatnost je raznovrsna i može se okarakterizirati kao inspekcijska, nadzorna, intervencijska, obrazovno-ispitivačka i administracijska.
Djelatnosti koje obavlja kapetanija jesu inspekcijski poslovi plovidbene sigurnosti i zaštite morskog okoliša gdje inspektori, na primjer, ako utvrde da brod nije sposoban za plovidbu, mogu izreći brodu zabranu isplovljenja iz luke, potom inspekcijski nadzor nad pomorskim dobrom, poslovi nadzora plovidbe kapetanijskim plovilima u obalnom moru i unutarnjim vodama Republike Hrvatske te poslovi traganja i spašavanja (SAR) ljudskih života i imovine na moru i unutarnjim vodama.
Također, svaki čovjek pomorske struke koji želi postati časnik trgovačke mornarice mora u lučkoj kapetaniji položiti poručnički ispit, a jednako tako i poručnici koji kasnije u karijeri žele postati brodski zapovjednici moraju položiti kapetanski ispit. Vezano s tim, izvršavaju se poslovi utvrđivanja stručne osposobljenosti pomoraca za stjecanje zvanja u pomorstvu (polaganje breveta), poslovi izdavanja i vođenja očevidnika izdanih ovlaštenja za obavljanje službe na brodovima, kao i poslovi izdavanja pomorskih knjižica.
U sklopu lučke kapetanije postoji referada mirovinskog i zdravstvenog osiguranja za pomorce i referada koja vodi evidenciju i unosi podatke pomoraca u Hrvatski integrirani pomorski informacijski sustav (CIMIS).
Mnogi ljudi koji žive uz more i koji posjeduju manja plovila, barke, ali i nautički turisti koji dolaze iz stranih zemalja polažu ispite za voditelja brodice u lučkoj kapetaniji. Tamo se izdaju i godišnje vinjete koje strane brodice i brodovi moraju obavezno imati dok plove hrvatskim morem. 
Djelatnici kapetanije vrše poslove upisa i brisanja brodova te vođenja upisnika brodova, baždare brodice i čamce, a zatim prema potrebi upisuju i brišu brodice, jahte i čamce uz vođenje očevidnika brodica, jahti i čamaca. Pored svega navedenog obavljaju se i drugi upravni, stručni i tehnički poslovi iz područja plovidbene sigurnosti na moru i unutarnjim vodama prema posebnom zakonu i drugim propisima. 

## Flota
U Republici Hrvatskoj sve lučke kapetanije imaju ukupno oko 40 plovila, odnosno 10-ak brodova i 30-ak brodica. U sastavu se mogu naći 20-metarski brodovi (slika u ovom odjeljku), 15-metarski brodovi, 10-metarske brodice te manji gliseri i gumenjaci. Gotovo sva plovila redovito postižu brzine veće od 30 čv, a neka i preko 40 čv. Prosječna starost plovila kreće se između 10 i 15 godina.
U Rijeci, Šibeniku, Splitu i Dubrovniku nalaze se stalne posade na SAR brodovima spremne reagirati u svakom trenutku tijekom cijele godine ako Nacionalna središnjica za usklađivanje traganja i spašavanja na moru (MRCC) zaprimi poziv u pomoć na broj 195.

## Područne jedinice
Lučke kapetanije su teritorijalno organizirane prema županijskome ustroju.
- Lučka kapetanija Pula, za područje Istarske županije,
- Lučka kapetanija Rijeka, za područje Primorsko-goranske županije,
- Lučka kapetanija Senj, za područje Ličko-senjske županije,
- Lučka kapetanija Zadar, za područje Zadarske županije,
- Lučka kapetanija Šibenik, za područje Šibensko-kninske županije,
- Lučka kapetanija Split, za područje Splitsko-dalmatinske županije,
- Lučka kapetanija Ploče, za dio Dubrovačko-neretvanske županije koji obuhvaća sljedeće gradove i općine: Metković, Opuzen, Ploče, Kula Norinska, Pojezerje, Slivno i Zažablje,
- Lučka kapetanija Dubrovnik, za dio Dubrovačko-neretvanske županije koji obuhvaća sljedeće gradove i općine: Dubrovnik, Korčula, Dubrovačko primorje, Janjina, Konavle, Lastovo, Lumbarda, Mljet, Orebić, Smokvica, Ston, Vela Luka, Župa dubrovačka i Trpanj.

- Lučka kapetanija Vukovar, sa sjedištem u Vukovaru, na vodnom putu rijeke Dunav od granice Republike Mađarske rkm 1433. do granice s Republikom Srbijom – rkm 1295,5 i područje unutarnjih voda Vukovarsko-srijemske županije (osim područja grada Županje i područja općina Babina Greda, Gradište, Bošnjaci, Drenovci, Gunja i Vrbanja) te područja općina Draž, Erdut iz Osječko-baranjske županije,
- Lučka kapetanija Osijek, sa sjedištem u Osijeku, za vodni put rijeke Drave i područja unutarnjih voda Osječko-baranjske županije (osim područja općina Draž i Erdut) te Virovitičko-podravske županije, Koprivničko-križevačke županije, Varaždinske županije i Međimurske županije,

- Lučka kapetanija Slavonski Brod, sa sjedištem u Slavonskom Brodu, za vodni put rijeke Save od rkm 207. (Račinovci) do rkm 469. (ušće Velikog Struga) i područje unutarnjih voda Brodsko-posavske županije, Požeško-slavonske županije, te područje gradova i općina: Županja, Babina Greda, Gradište, Bošnjaci, Gunja, Drenovci i Vrbanja iz Vukovarsko-srijemske županije,
- Lučka kapetanija Sisak, sa sjedištem u Sisku, za vodni put rijeke Save od rkm 469. (ušće Velikog Struga) do granice s Republikom Slovenijom i rijeke Kupe, područje unutarnjih voda Sisačko-moslavačke županije, Bjelovarsko-bilogorske županije, Krapinsko-zagorske županije, Zagrebačke županije, Karlovačke županije, područja općina Plitvičkih Jezera iz Ličko-senjske županije te područja Nacionalnog parka Krka iz Šibensko-kninske županije, kao i za sva ostala nespomenuta područja unutarnjih voda.

## Poveznice
- Ministarstvo pomorstva, prometa i infrastrukture
- Pomorski promet
- Pomorsko pravo
- Pomorstvo

## Vanjske poveznice

### Sestrinski projekti
|  | Zajednički poslužitelj ima još gradiva o temi Lučke kapetanije |

### Mrežna mjesta
- LZMK / Hrvatska enciklopedija: kapetanija, lučka
- Ministarstvo pomorstva, prometa i infrastrukture / Pomorstvo: Lučke kapetanije  Arhivirana inačica izvorne stranice od 9. listopada 2008. (Wayback Machine)